# Lila
Lila je ženské rodné jméno nejasného původu. Může být spojeno s indickým jménem Lílá „hravost, veselost“ a arabským Leila „noc“.
Mezi známé nositelky patří:
- Lila Downs, mexická zpěvačka
- Lila Karp, americká spisovatelka a aktivistka
- Lila Kedrova, francouzská herečka
- Lila Lee, americká herečka
- Lila McCann, americká country zpěvačka